# 64 (шахматно списание)
„64 – шахматен обзор“ е руско и съветско списание за шахмат и шашки, издавано в Москва. Името му идва от броя на квадратните полета в шахматната дъска.
За първи път е публикувано през 1924 г. като списание, но през 1925 г. се появява като седмичен вестник. Николай Криленко е редактор на печатното издание от 1924 г. до смъртта си през 1938 г. Изданието е преустановено за печат по време на Втората световна война и подновено след войната.
От 5 юли 1968 г. е преправено от Александър Рошал и световния шампион Тигран Петросян на седмично приложение за шахмат и шашки към вестник „Советский спорт“ под името „64“. Основните раздели са: „Учете се да играете правилно“, „На нас ни пишат“, „Задачи и етюди“, „Ход в плик“, „Във вашата картотека“, „От страна в страна“ и други. Във всеки брой се посвещават по 2 – 3 страници на спорта шашки.
Василий Смислов е помощник-редактор. Петросян е главен редактор до 1977 г., когато е уволнен след загубата си от Виктор Корчной в четвъртфинален мач на претендентите за световната титла. От 1978 г. до 31 декември 1979 г. главен редактор е Яков Нейщад. От вестник „64“ излизат всичко 599 броя. Тиражът през 1979 г. е 100 000 екземпляра.
От 10 януари 1980 г. се преобразува в списание под името „64 – Шахматное обозрение“ и започва да излиза 2 пъти в месеца. Главен редактор става световният шампион Анатоли Карпов (1980 – 1991). Членове на редакционната колегия са водещи шахматисти и деятели на шахматното движение в страната. Сред авторите на списанието са световните шампиони Михаил Ботвиник, Михаил Тал и Мая Чибурданидзе, гросмайсторите Лев Полугаевски, Александър Белявски, Игор Зайцев, Николай Крогиус, Нана Александрия, Валери Салов, Ян Елвест, Едуард Гуфелд, Сергей Макаричев от СССР, а също така Ян Тиман (Нидерландия), Мирослав Филип (ЧССР), Андраш Адорян (Унгария), Александър Матанович (Югославия), Реймонд Кин (Англия) и други. Най-популярните раздели са: „Лаборатория на творчеството“, „Светът на дебютните идеи“, „Работилница“, „Техните имена – в историята на шахмата“, „Зад кръглата маса“, където се обсъждат проблемни въпроси от различни гледни точки. На крупни състезания „64 – Шахматное обозрение“ е представено от специални кореспонденти-шахматисти (нерядко победители в състезанията), които разказват за резултатите от съревнованието в раздела „Турнир след турнир“. В раздела „Композиция“ се публикуват конкурси за съставяне и решаване на задачи и етюди, а също така задачи „Пет минути на диаграма“.
Рошал на няколко пъти е глобен като отговорен секретар през 1986 г., когато „64“ публикува извадки от Other Shores на Владимир Набоков, въпреки че по това време Карпов е главен редактор. (Тогава за първи път Набоков публикува в Съветския съюз.)
През 1992 г. за списанието настъпват тежки времена и спира издаването му, но Александър Рошал го приватизира и подновява публикуването му. Започва да го издава 2 пъти месечно, а от 1995 г. възстановява и ежегодното връчване на наградата „Шахматен Оскар“. Рошал е главен редактор от 1992 г. до смъртта си през 2007 г. След него тази длъжност изпълняват Марк Глуховски (2007 – 2014) и Максим Ноткин (от 2014). От 2014 г. отново спира публикуването на списанието и връчването на Шахматен Оскар.